# رونالد ماكنزي
رونالد ماكنزي هو محامي وسياسي أمريكي، ولد في 3 مايو 1934 في والثام في الولايات المتحدة. نشط حزبياً في الحزب الجمهوري. وقد انتخب عضو مجلس ولاية ماساتشوستس ‏.